# Susanne Hessellund
Susanne Hessellund (født 5. juli 1968 i Holsted) er Danmarks første kvindelige helikopterpilot. Hun er ejer, direktør og helikopterpilot i Bel Air Aviation, som hun stiftede i 1994.
Helikopterdrømmen startede, da Susanne som 6-årig var en tur i Esbjerg Lufthavn med sine forældre, da hun så en helikopter fra Maersk lege i luften. 
Med en opsparing på 150.000 kr. og et banklån kunne hun som 22-årig starte på at tage sit flyvecertifikat. Efter endt uddannelse blev Susanne Hessellund i 1994 ansat ved Maersk Helicopters, senere CHC Helicopter som den første kvindelige helikopterpilot til flyvninger på Nordsøen. Ved siden af sit job arbejdede Susanne Hessellund også i sit eget firma Bel Air med en en-motors helikopter. I 2002 blev hun primus motor og medejer af DanCopter, et dansk offshore-helikopterfirma, hvor hun var direktør og pilot indtil 2007. I 2007 solgte hun sin andel af DanCopter og brugte igen al sin tid i Bel Air.
I 2012 vandt firmaet DI’s initiativpris, og i 2013 blev Susanne og hendes team hædret med både den regionale og nationale Gazellepris for en vækst på 5.772%. I 2014 fik Bel Air igen Gazelleprisen, og samme år blev Susanne kåret som årets ejerleder af PWC, ligesom holdet også i 2014 vandt Entrepreneur of the Year i kategorien vækst, der uddeles på verdensplan af Ernst & Young. 
Susanne Hessellund har været medlem af bestyrelsen i Fonden for Entreprenørskab.
Datteren Camilla Hessellund Lastein havde i 2016 under sin studietid stiftet Lix Technologies, der solgte studiee-bøger. Blandt investorerne var således moderen Susanne.

## Familie
Susanne Hessellund har seks børn med sin tidligere mand Bjarne Lastein. Desuden har hun to bonusbørn sammen med sin kæreste Dennis Vad Lauridsen.

## Eksterne kilder
- Belairs hjemmeside